# Landesforschungspreis Baden-Württemberg
Der Landesforschungspreis Baden-Württemberg ist ein Hochschulpreis des Landes Baden-Württemberg für besonders gute und  innovative Leistungen in der Forschung.
Der Landesforschungspreis wird seit 1989 in jährlichem Turnus durch das Ministerium für Wissenschaft, Forschung und Kunst Baden-Württemberg verliehen und zwar in der Kategorie Grundlagenforschung und der Kategorie anwendungsbezogene Forschung. Er ist mit je 100.000 Euro der höchstdotierte Forschungspreis, den ein Bundesland auslobt.
Über die Vergabe entscheidet eine Jury aus unabhängigen Wissenschaftlern über Arbeiten, die von Universitäten, Fachhochschulen, außeruniversitären Forschungseinrichtungen, wissenschaftlichen Organisationen sowie den Mitgliedern des Auswahlausschusses eingereicht werden.
Seit 2014 wird der Landesforschungspreis im Wechsel mit dem Landeslehrpreis alle zwei Jahre verliehen.

## Preisträger
- 1989: Erik Jayme, Universität Heidelberg
- 1990: Wolfgang Raible, Universität Freiburg
- 1991: Bert Sakmann, Max-Planck-Institut für medizinische Forschung, Heidelberg
- 1992: Ernst Dieter Gilles, G. Eigenberger, H.G. Fritz, M. Reuß, K. Stephan und M. Zeitz, Forschergruppe der Universität Stuttgart, Verfahrenstechnik
- 1993: Ina Rösing, Universitätsklinikum Ulm; Dietmar Vestweber, Universität Münster
- 1994: Willi Jäger, Universität Heidelberg
- 1995: Peter Herrlich, Forschungszentrum Technik und Umwelt, Karlsruhe; Margot Zöller, Deutsches Krebsforschungszentrum, Heidelberg
- 1996: Regine Hengge, Fakultät für Biologie, Universität Konstanz
- 1998: Wolfgang Bühler, Universität Mannheim
- 1999: Eberhard P. Hofer und Christian Rembe, Universität Ulm; Reinhart Ahlrichs, Karlsruher Institut für Technologie
- 2000: Thomas Schimmel, Karlsruher Institut für Technologie; Michael Frotscher, Universität Freiburg; Angelos Chaniotis, Universität Heidelberg
- 2001: Monika Fludernik, Universität Freiburg; Christof Niehrs, Deutsches Krebsforschungszentrum Heidelberg
- 2002: Doris Wedlich, Karlsruher Institut für Technologie; Márc Kelemen, Rudolf Kiefer, Michael Mikulla und Martin Walther, Forschergruppe IAF Freiburg
- 2003: Eva Schlecht, Universität Hohenheim; Martin Dressel, Universität Stuttgart
- 2004: Herta Flor, Zentralinstitut für Seelische Gesundheit, Mannheim; Josef Wieland, Hochschule Konstanz
- 2005: Rolf Stürner, Universität Freiburg; Klaus Martin Wegener, KIT und Forschungszentrum Karlsruhe
- 2006: Dieter H. Wolf, Universität Stuttgart; Martin Walther, Robert Rehm, Joachim Fleissner und Johannes Schmitz, Forschergruppe IAF Freiburg
- 2007: Britta Nestler, Hochschule Karlsruhe; Markus Oberthaler, Universität Heidelberg
- 2008: Jürg Leuthold, Karlsruher Institut für Technologie; Nikolaus Pfanner, Universität Freiburg; Wolfram Pyta, Universität Stuttgart
- 2009: Joachim Burghartz, Universität Stuttgart; Jörn Leonhard, Universität Freiburg
- 2010: Detlef Weigel, Max-Planck-Institut für Entwicklungsbiologie Tübingen; Rupert Handgretinger, Universität Tübingen
- 2011: Peter Sanders, Karlsruher Institut für Technologie; Peter Auer, Universität Freiburg
- 2014: Katerina Harvati, Senckenberg Center for Human Evolution and Paleoenvironment der Universität Tübingen; Christian Koos, Karlsruher Institut für Technologie
- 2016: Fedor Jelezko, Universität Ulm; Georg Gdynia, Universitätsklinikum Heidelberg
- 2018: Bernhard Schölkopf, Max-Planck-Institut für Intelligente Systeme; Andreas Trumpp, Deutsches Krebsforschungszentrum
- 2020: Anna Köttgen, Universitätsklinikum Freiburg, Hans-Georg Rammensee, Eberhard-Karls-Universität Tübingen
- 2022: Anke-Susanne Müller, Karlsruher Institut für Technologie Stefan Pfister, Deutsches Krebsforschungszentrum
- 2024:[2] Christiane Werner, Universität Freiburg, Lena Maier-Hein, Deutsches Krebsforschungszentrum